# Mestoklema
Mestoklema là chi thực vật có hoa trong họ Aizoaceae.